# Merrill Piepkorn
Merrill Piepkorn (Fargo, 20 de mayo de 1949) es un artista y político estadounidense que ha servido en el Senado de Dakota del Norte desde el distrito 44 desde 2016. Es miembro del Partido Demócrata. Piepkorn es candidato en las elecciones para gobernador de Dakota del Norte de 2024. También ha presentado programas de radio en Prairie Public Radio y se desempeñó como locutor de los Fargo-Moorhead RedHawks.

## Primeros años y carrera
Piepkorn nació en 1949. Asistió al Concordia College. Mientras estaba matriculado allí, comenzó a tocar música con Gregg Temple, un compañero de estudios, en 1972. Se graduó de Concordia en 1974. Después de graduarse, Piepkorn y Temple cofundaron una banda country llamada Skunk Hollow.
Piepkorn trabajó para Prairie Public Radio, presentando «Morning Edition» mientras era estudiante de posgrado en la Universidad Estatal de Dakota del Norte. En 1999, cocreó y comenzó a presentar el programa de radio «Here & Now». Piepkorn se convirtió en el locutor de los Fargo-Moorhead RedHawks, un equipo de las Ligas Menores de Béisbol, durante la temporada de 1997. Permaneció en el cargo durante la temporada 2006. Piepkorn y Temple cofundaron una banda llamada Radio Stars en 2008. Creó, presentó y se desempeñó como productor ejecutivo de «Dakota Air» en Prairie Public Radio, que debutó en 2010.

## Carrera política
Piepkorn se postuló para el Senado de Dakota del Norte como miembro del Partido Demócrata en 2016. Derrotó a Tim Flakoll, un senador estatal en el cargo, en las elecciones generales de noviembre. Flakoll buscó la revancha en 2020 y Piepkorn ganó la reelección. Ganó la reelección en 2022 con el 62% de los votos frente al republicano Bjorn Altenburg. En noviembre de 2022, Piepkorn fue elegido líder asistente de la minoría en el Senado estatal.
El 2 de abril de 2024, Piepkorn anunció que se postularía para gobernador de Dakota del Norte en las elecciones de 2024. Ganó la nominación del partido en su convención de abril. Seleccionó a Patrick Hart como su compañero de fórmula para vicegobernador de Dakota del Norte.